# Csillagkaktusz

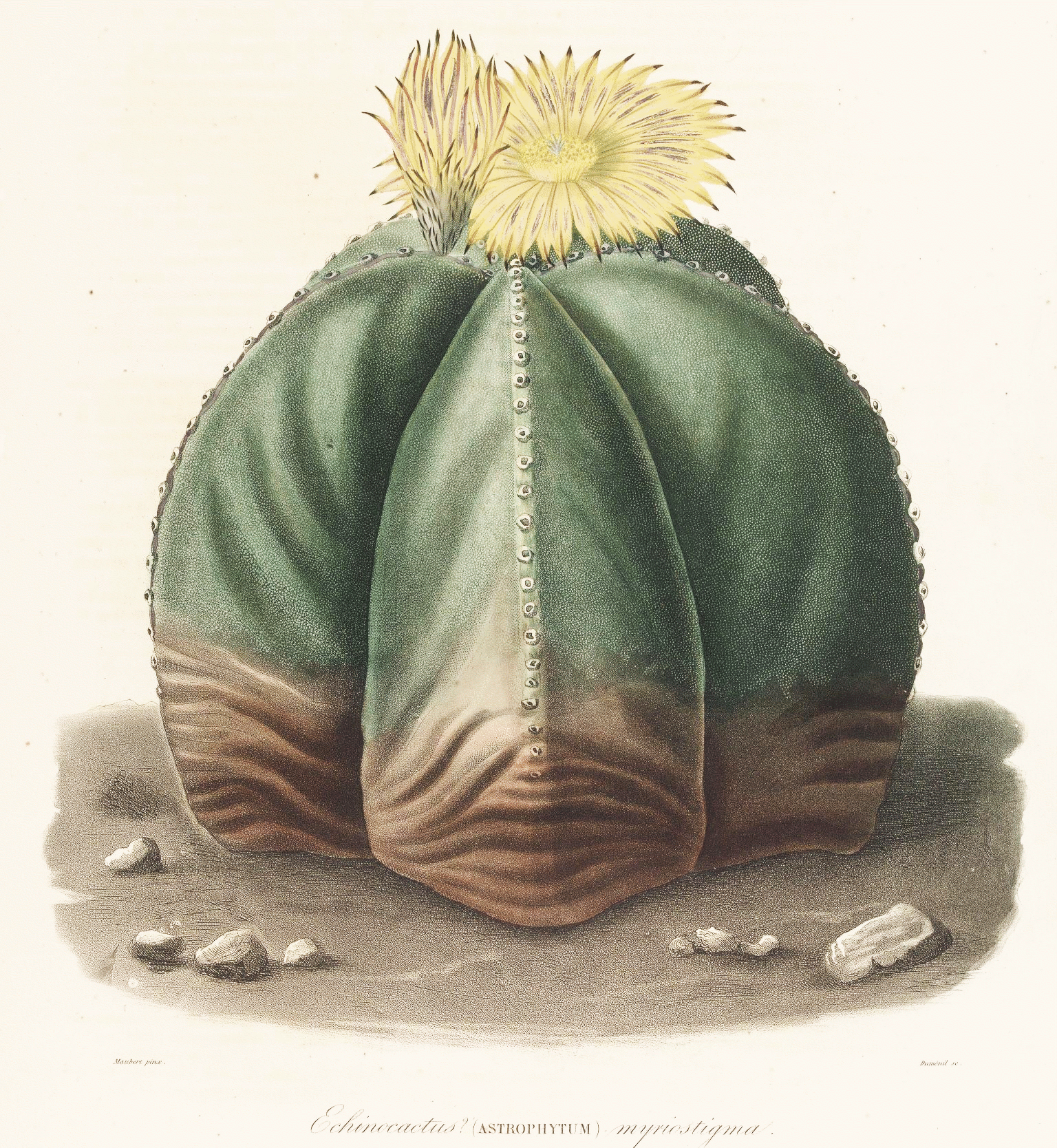
Astrophytum myriostigma

Az csillagkaktusz (Astrophytum) a kaktuszfélék (Cactaceae) családjába és a kaktuszformák (Cactoideae) alcsaládjába tartozó, viszonylag ismert nemzetség – ezt az ismertséget a dísznövényként kedvelt fajoknak köszönheti.

## Elterjedése, élőhelye
Az alig néhány fajból álló nemzetség Mexikó keleti államaiból és Texasból származik.

## Megjelenése
Alakja többé-kevésbé gömbölyded, de ritkásan bordázott. A bordák száma fajonként és változatonként más és más lehet; egyeseké élesebb, másoké tompább, néhány változaté teljesen lapos. A gyapjas areolák a bordák középvonalában ülnek; belőlük változó számú tövis nő – egyes fajoknak egyáltalán nincsenek is tövisei. A legtöbb faj idősebb korában tömzsi oszloppá fejlődik; az Astrophytum ornatum akár egy méter magasra is megnőhet.
Bőrszövetét apró, fehér pikkelyszőr csomócskák foltozzák: ezek nemcsak a tűző naptól védik a növényt, de a vízgazdálkodást is segítik. Sűrűségük, elhelyezkedésük fajok és változatok szerint más és más; részben a környezettől is függ.
6–8 cm átmérőjű, a csúcsrészen fejlődő virágai sárgák; egyes fajok virágának torokrésze piros.

## Életmódja, tartása
Kis igényű, magról jól és eredményesen szaporítható, könnyen tartható kaktusz. Saját gyökerén (oltás nélkül) is jól fejlődik; az egyetlen kivétel az A. asterias: ez a leglassabban fejlődő, legkényesebb, a tartási hibákat legkevésbé toleráló faj.
A vizet jól áteresztő talajt kedveli; kevés mészkőőrleményt is keverhetünk hozzá. Fényigényes, ezért lakásban csak napfényes helyen tartható; lehetőleg délre néző ablakban, erkélyen. Fény hiányában megnyúlik, elveszíti jellegzetes alakját. Tavasztól őszig a szabadban is nevelhető; a teleltetés után egy-két hétig árnyékolással kell a napfényhez szoktatni, különben megéghet. A szoktatás után bőséggel virágozva hálálja meg a korlátlan napfényt.
Ha azt akarjuk, hogy jól fejlődjön és virágozzon, rendszeresen öntözni kell, de fontos, hogy két locsolás között hagyjuk kiszáradni a talajt. Az öntözését ősztől ritkítani kell, majd a pihenési időszakban (késő ősztől tavaszig) teljesen abba kell hagyni. Télen akár egy csepp víztől is megrothadhat, elpusztulhat. Teleltetni 6–10 °C-on célszerű, de rövid ideig egy-két fok mínuszt is elvisel.
Virágai alig egy-két napig nyílnak a déli órákban.